# Rosa Zaragoza Lluch
Rosa Zaragoza Lluch (Barcelona, 23 de marzo de 1958) es una cantante española.

## Trayectoria artística
Rosa Zaragoza comenzó su vida profesional en 1986 recuperando, después de cinco siglos de silencio, las únicas canciones judeocatalanas que existían, las grabó en el CD &Co "Cants de noces dels jueus catalans". Fue gracias al apoyo de Jaume Riera y Sans, que encontró los manuscritos en Jerusalén y la animó a convertirlos de nuevo en canciones. Este hecho la convirtió en una cantante, actuando en Cataluña, Israel, Nueva York y toda Europa. 
Después realizó un trabajo de etnomusicología, plasmado en tres CD, interpretando en un ejercicio de recuperación de las raíces y la cultura mediterráneas, música Sefardí y Andalusí, por esta última recibió el premio "Gerald Brenan" 1995. Investigar y cantar las músicas de las tres culturas de la península ibérica: la judía, la musulmana y la cristiana, así como las canciones espirituales de estas tres culturas, la llevó con el Instituto Cervantes y las comunidades judías a cantar por muchos países de mundo. Participar en numerosos festivales de música Mediterráneo, World Music y músicas Sagradas.
Ha dirigido los Festivales internacionales de Músicas Místicas de Barcelona (2000 y 2001) y Valencia (2001).
Los conciertos y trabajos discográficos que siguieron fueron mayoritariamente como cantautora: canciones feministas, para acompañar los partos, la vida, la muerte, la crianza consciente, expresar el sentir de las mujeres, y su naturaleza salvaje, sobre su cuerpo, su alma, sus deseos. Algunas de sus canciones se utilizan como músico-terapia, otras tienen un componente espiritual, lejos de religiones patriarcales.
Durante los años 2014, 2015 y 2016 creó en Barcelona junto con Daniela Fabiano, y con apoyo del Ayuntamiento, la jornada "Dones & Co" dirigida a visualizar los trabajos de autoestima y empoderamiento de las mujeres en diversos campos, incluido el de la música.
Su CD Nacer Renacer obtuvo un sello de recomendación de UNICEF que se puede ver en la contraportada del CD. Está considerado la banda sonora de la humanización del nacimiento.
En la actualidad tiene 15 CD editados. Más las numerosas participaciones en trabajos de otros músicos o CD grupales, como los de "Tradicionarius".
Su discografía está disponible en diferentes plataformas en línea como Spotify y Youtube.

## Talleres
Desde hace 20 años Rosa Zaragoza compagina su trabajo como cantante con los talleres de crecimiento y conciencia a través de la voz, sobre todo para mujeres, que ofrece en toda
España y en Sudamérica (México, Brasil, Argentina, Uruguay, Puerto Rico, Chile ...).
En Barcelona ofrece semanalmente talleres, de octubre a junio, prenatales, de madres con bebés y el “Círculo de mujeres que cantan”, para el autoconocimiento a través de la propia voz.

## Discografía
Ha publicado los siguientes discos:
- 2014 Cuando se caen las alas del corazón
- 2011 A la luz de la risa de las mujeres
- 2008 La danza del alma
- 2007 Terra de jueus
- 2006 Per al meu amic... Serrat. Participación en el triple CD de homenaje a Joan Manuel Serrat. Res no és mesquí.
- 2005 Nacer, Renacer
- 2003 Matria. Canciones de Sefarad, Al'Andalus y Cataluña
- 2000 Erótica Mística
- 1998 Mujeres del 36
- 1997 Delicias zíngaras
- 1994 El espíritu de Al-Andalus
- 1992 Canciones de judíos, cristianos y musulmanes
- 1990 Galaneta mà. Canciones de falda, para cantar con el niño en el regazo.
- 1989 Les nenes bones van al cel, les dolentes a tot arreu
- 1987 Canciones de cuna del Mediterráneo
- 1986 Canciones de bodas de los judíos catalanes
- 1984 Canciones sefardís